# Alfredo Yabrán
Alfredo Enrique Nallib Yabrán (Larroque, 1 de noviembre de 1944 - Aldea San Antonio, 20 de mayo de 1998) fue un empresario argentino con una profunda vinculación con los gobiernos de Carlos Menem quien fuera presidente de la Argentina desde 1989 hasta 1999. Comenzó a hacerse conocido debido a acusaciones realizadas por el exministro de economía Domingo Cavallo hacia él, y posteriormente por su vinculación con el asesinato del periodista José Luis Cabezas.

## Biografía
Yabrán nació en Larroque, provincia de Entre Ríos en 1944, y fue el séptimo hijo de Nallib Miguel Yabrán y Emilia Tufic Marpez ―ambos hijos de inmigrantes libaneses maronitas―. Se trasladó a la ciudad de Buenos Aires a principios de los años sesenta. Pronto comenzó a hacer negocios en áreas de seguridad y transacciones bancarias. En los años setenta ya era uno de los principales accionistas de la empresa OCA S.A. 
A fines del gobierno de Raúl Alfonsín pasó a operar seguridad aeroportuaria.[cita requerida]
En una sesión del congreso de 1995, el entonces ministro de economía Domingo Cavallo denunció a Yabrán como una suerte de líder mafioso, con protección política y judicial. En este momento Yabrán se hizo conocido para el público en general, aunque su identidad era desconocida en gran medida y la prensa no contaba con ninguna foto de él.[cita requerida]
Legalmente, Yabrán sólo declaraba poseer unas pocas empresas de poca importancia, pero Cavallo lo acusaba de manejar, mediante testaferros (especialmente Luis Alberto Acosta y hermanos), otras compañías más importantes, entre ellas,
el Correo OCA (que manejaba el 30 % del mercado postal argentino), Edcadassa (empresa que maneja los depósitos fiscales),
Ocasa,
la compañía de transporte y logística Villalonga Furlong,
Intercargo (rampas) e
Interbaires (free shops).
Estas empresas se vendieron a continuación al Grupo Exxel por 605 millones de dólares. Dicho grupo niega que Yabrán haya sido el vendedor y borraron el Cuarto Grupo inversor (Fund IV) del sitio oficial de la empresa.
La acusación principal contra Yabrán era que sus empresas de transporte, logística y seguridad (manejado por su mano derecha Josema "Dica" Di Carolis) eran utilizadas para ocultar tráfico de drogas, armas y lavado de dinero.[cita requerida]

### Nexos con la política
Durante la década de 1990 se lo vinculó al presidente Carlos Menem.
En 2018 el periodista Jorge Asís comentó que Yabrán había tenido varios negocios con el Grupo Macri y que en ese momento el mandatario argentino Mauricio Macri habría actuado de nexo entre Yabrán y su padre.
En 2005, el periodista Martín Granovsky inició una investigación sobre los nexos entre Mauricio Macri y Alfredo Yabrán para controlar resortes financieros de la ciudad de Buenos Aires, investigación que hasta el momento no arrojó resultados.

### Muerte
En un principio, Yabrán mantenía un bajo perfil mediático y sólo hablaba mediante voceros, hasta las acusaciones mediáticas de Cavallo. El fotógrafo José Luis Cabezas, de la revista Noticias, fue el primero en lograr fotografiarlo.
Poco después, Cabezas fue asesinado, y personas del entorno de Yabrán se vieron implicadas en el caso. A partir de entonces se vio obligado a salir en público y hacer declaraciones al respecto.[cita requerida]
Cuando se dictaminó una orden de arresto contra Yabrán, éste pasó a la clandestinidad. Cinco días después, el 20 de mayo de 1998, Alfredo Yabrán se suicidó disparándose con una escopeta, que le desfiguró el rostro e hizo el cadáver irreconocible.
Según la investigación forense el cadáver era de Yabrán, pero algunos medios de comunicación pusieron en duda la posibilidad del suicidio dada la longitud del cañón y los brazos de Yabrán. Esto dio pie a una leyenda urbana que plantea que Yabrán no se habría suicidado realmente sino que habría realizado un montaje para que así lo pareciera. Durante el año 2002 tuvo lugar en Estados Unidos una transacción comercial supuestamente realizada por Yabrán. Sin embargo, la teoría más aceptada es que un tercero habría intentado suplantarlo, presentando documentos adulterados e imitando la firma de Yabrán.

## Alfredo Yabrán en la cultura popular argentina
- La muerte de Yabrán y las hipótesis sobre el posible montaje son aludidas en la canción «La argentinidad al palo» de Bersuit Vergarabat (del año 2004). En un fragmento en que se gritan frases sueltas semejando a un canillita vendiendo diarios, se dice: «Encontraron el muñeco de Yabrán con un tiro en la cabeza». Dicha mención no fue reflejada con imágenes particulares dentro del videoclip de dicho tema.

- Durante la interpretación en vivo en el estadio Estadio Obras Sanitarias de la canción «El salmón», Andrés Calamaro menciona la frase «No me excita cagar con Yabrán» donde debería decir «No me excita cagar en el mar», en otra interpretación en vivo el Indio Solari cantando en conjunto con Calamaro dice «No me gusta el fantasma Yabrán», «No me excita cagar el fantasma Yabrán, en otras versiones se escucha «No me asusta el fantasma Yabrán». [13][14][15]

- Durante el año 2008, tuvo lugar la emisión de la serie televisiva Vidas robadas. En esta el personaje Ástor Monserrat, interpretado por Jorge Marrale, es retratado de una manera similar a la percepción popular de Yabrán: dicho personaje dirige actividades ilícitas desde el anonimato, usando negocios legítimos como pantalla para ocultar sus actividades reales, y gozando mediante prácticas corruptas con protección política y judicial. Al volverse conocido mediáticamente y cercado por investigaciones judiciales, el personaje de Monserrat recurre a suicidarse con una escopeta, pero luego se descubre que se trataba de un engaño, y que en realidad otra persona de contextura similar se suicidó en su lugar. De acuerdo a varios medios, el suicidio de Monserrat en la ficción traza paralelismos con el caso de Yabrán y las hipótesis del posible engaño.[16]

- Además, un mito urbano dice que el nombre de la marca de ropa argentina Ay Not Dead quiere decir «Alfredo Yabrán’s not dead» (‘A. Y. no está muerto’).[17]
- En la canción de Homer el Mero Mero "Gordo Ricardo" hace alusión a la vida de Yabran. Además, en una parte de la canción aparece la famosa foto de Alfredo Yabran en la playa.[18]